# ジョージ・カピードン
ジョージ・カピードン(Georgie Cupidon、1981年11月10日 - )は、セーシェル出身の男子バドミントン選手。同国の女子バドミントン選手、ジュリエット・アーワンとのミックスダブルスペアでは2007年のアフリカバドミントン選手権で優勝しており（2006年から二連覇）、団体戦でもメンバーの一員として優勝に貢献した。同年にはアルジェリアのアルジェで開催されたアフリカ競技大会のバドミントン競技でもミックスダブルスで優勝している。
2008年の北京オリンピックにはミックスダブルスのランキング、アフリカ1位としてジュリエット・アーワンとともに出場した。セーシェル国内からは初めてのバドミントンのオリンピック出場であった。1回戦ではポーランドのロバート・マシュアックとミハル・ロゴスと対戦したが、0-2で敗れている。開会式ではセーシェル選手団の先頭に立ち、旗手も務めた。